# Gmina Grębocice
Die Gmina Grębocice ist eine Landgemeinde im Powiat Polkowicki der Woiwodschaft Niederschlesien in Polen. Ihr Sitz ist das gleichnamige Dorf (deutsch: Gramschütz) mit rund 1500 Einwohnern (2006).

## Gliederung
Zur Landgemeinde Grębocice gehören 17 Orte (deutsche Namen bis 1945) mit einem Schulzenamt:
Bucze (Bautsch, 1937–1945 Ehrenfeld-Krone)
Duża Wólka (Groß Schwein)
Grębocice (Gramschütz)
Grodowiec (Hochkirch)
Grodziszcze (Groß Gräditz, 1937–1945 Burgdorf)
Krzydłowice (Kreidelwitz, 1937–1945 Lindenbach)
Kwielice (Quilitz, 1937–1945 Marienquell)
Obiszów (Obisch)
Ogorzelec (Görlitz (Kreis Glogau), 1937–1945 Marienquell)
Proszyce (Porschütz, 1937–1945 Wiesengrund)
Retków (Rettkau)
Rzeczyca (Rietschütz, 1937–1945 Roggenfelde)
Stara Rzeka (Altwasser N.S.)
Szymocin (Simbsen)
Trzęsów (Rostersdorf)
Wilczyn (Willschau)
Żabice (Schabitzen, 1937–1945 Roggenfelde-Schabitzen)
Des Weiteren liegen folgende Ortschaften in der Gemeinde:
Czerńczyce (Tschirnitz, 1937–1945 Ehrenfeld (NS))
Kwieliczki
Obiszówek (Klein Obisch)
Proszówek (Friedrichsdorf)
Świnino

## Persönlichkeiten
- Aurel Meinhold (1829–1873), Pfarrer in Hochkirch
- Christian Wilhelm von Prittwitz und Gaffron (1739–1907), preußischer Landrat im Kreis Frankenstein
- Martha Remmert (1853–1941), Musikerin, geboren in Groß-Schwein
- Dorothea Müller (* 1941), Malerin und Architektin, geboren in Görlitz (Ogorzelec)